# Herzogtum Gifhorn
Das Herzogtum Gifhorn mit Sitz auf Schloss Gifhorn wurde 1539 gegründet und bestand nur 10 Jahre lang bis zum Tod seines Herrschers Herzog Franz von Braunschweig-Lüneburg 1549. Es bestand aus den Ämtern Gifhorn, Fallersleben und dem Kloster Isenhagen.

## Gründung

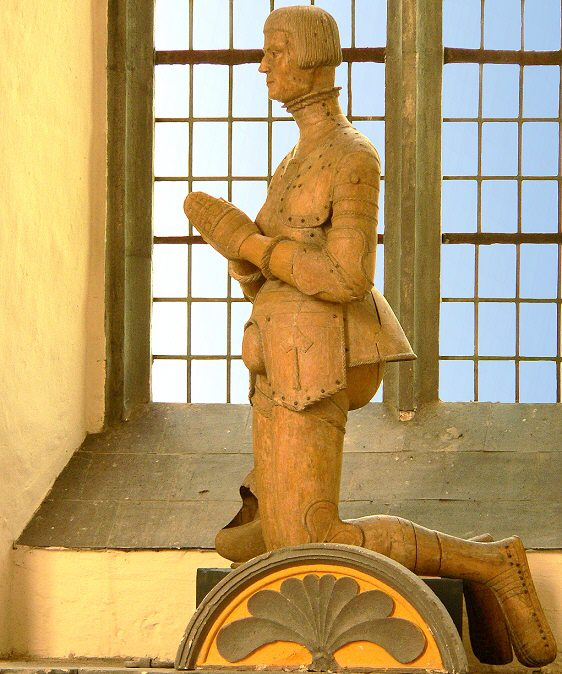
Holzplastik des betenden Herzogs Franz in der Schlosskapelle Gifhorn

Zur Gründung des Herzogtums kam es, als Herzog Franz von Braunschweig-Lüneburg 1536 von seinem langjährigen Aufenthalt am  kursächsischen Hof in Wittenberg zurückkehrte. Von seinem älteren Bruder Herzog Ernst von Braunschweig-Lüneburg, der Bekenner (wegen seines Eintretens für die lutherische Lehre), verlangte er ein eigenes Herzogtum als Erbabfindung und drängte auf Landesteilung. Da seine Forderungen (auch wegen der Überschuldung des Herzogtums) nach der gesamten Osthälfte unakzeptabel war, erhielt er 1539 die Ämter Gifhorn, Fallersleben und das Kloster Isenhagen bei Hankensbüttel. Obwohl Franz versuchte, die volle Souveränität seines Herrschaftsbereiches durchzusetzen, verblieben wesentliche Hoheitsrechte beim herzoglichen Haus in Celle. So war Celle weiterhin für außenpolitische Belange zuständig, zudem blieb der Gifhorner Adel Teil des Lüneburger Landstandes.

## Ausbau
Das Herzogtum Gifhorn war ein kleiner überschaubarer Herrschaftsbereich. Herzog Franz konnte in ihm sein adliges Selbstverständnis und fürstliche Repräsentation frei entfalten. Dieser Lebensstil hatte ihn während seines langjährigen Aufenthalts am Hofe des sächsischen Kurfürsten in Wittenberg geprägt. Er ließ ab 1525 Schloss Gifhorn zu seiner Residenz ausbauen. Das höfische Leben war geprägt vom Prunk großer Fürstenhöfe, er servierte in teuren venezianischen Gläsern, veranstaltete ritterliche Turniere und fürstliche Jagden, beschäftigte einen Hofnarren und einen Hofkanzler. Gleichzeitig baute er Schloss Fallersleben als ländlichen Adelssitz aus.

## Ende
Seine 1547 geschlossene Ehe mit Klara von Sachsen-Lauenburg in Ratzeburg dauerte nur drei Jahre an, denn 1549 verstarb der Herzog im Alter von 41 Jahren an einer Wundinfektion. Er wurde in der Gifhorner Schlosskapelle bestattet, wo noch heute eine geschnitzte Grabmalfigur seinen Sarkophag schmückt. Seine Ehefrau Herzogin Clara erhielt als Entschädigung Schloss Fallersleben als Witwensitz. Da Herzog Franz keinen männlicher Nachfolger hinterließ, fiel das Herzogtum Gifhorn an das Fürstentum Lüneburg zurück.